# Mernye
Mernye ist eine ungarische Gemeinde im Kreis Kaposvár im Komitat Somogy. Zur Gemeinde gehört der nördlich gelegene Ortsteil Mernyeszentmiklós.

## Geografische Lage
Mernye liegt 17 Kilometer nordöstlich des Komitatssitzes und der Kreisstadt  Kaposvár an dem Fluss Orci-patak. Nachbargemeinden sind Felsőmocsolád, Ecseny, Szentgáloskér, Somodor, Somogyaszaló, Maygaregres und Somogygeszti.

## Geschichte
Im Jahr 1913 gab es in der damaligen Kleingemeinde 135 Häuser und 837 Einwohner auf einer Fläche von 4879 Katastraljochen. Sie gehörte zu dieser Zeit zum Bezirk Kaposvár im Komitat Somogy.

## Gemeindepartnerschaft
- Cârța (Harghita), Rumänien

## Söhne und Töchter der Gemeinde
- Károly Rauss (1905–1976), Mikrobiologe und Hochschullehrer
- Gabriella Rácz (* 1959), Germanistin

## Sehenswürdigkeiten
- Nepomuki-Szent-János-Statue aus dem Jahr 1794
- Piaristenschloss (Piarista kastély), erbaut 1905
- Römisch-katholische Kirche Sarlós Boldogasszony, erbaut 1860 im barocken Stil
- Römisch-katholische Kapelle Magyarok Nagyasszonya, i, Ortsteil Mernyeszentmiklós
- Stauseen
- Weltkriegsdenkmal, erschaffen von Károly Cser

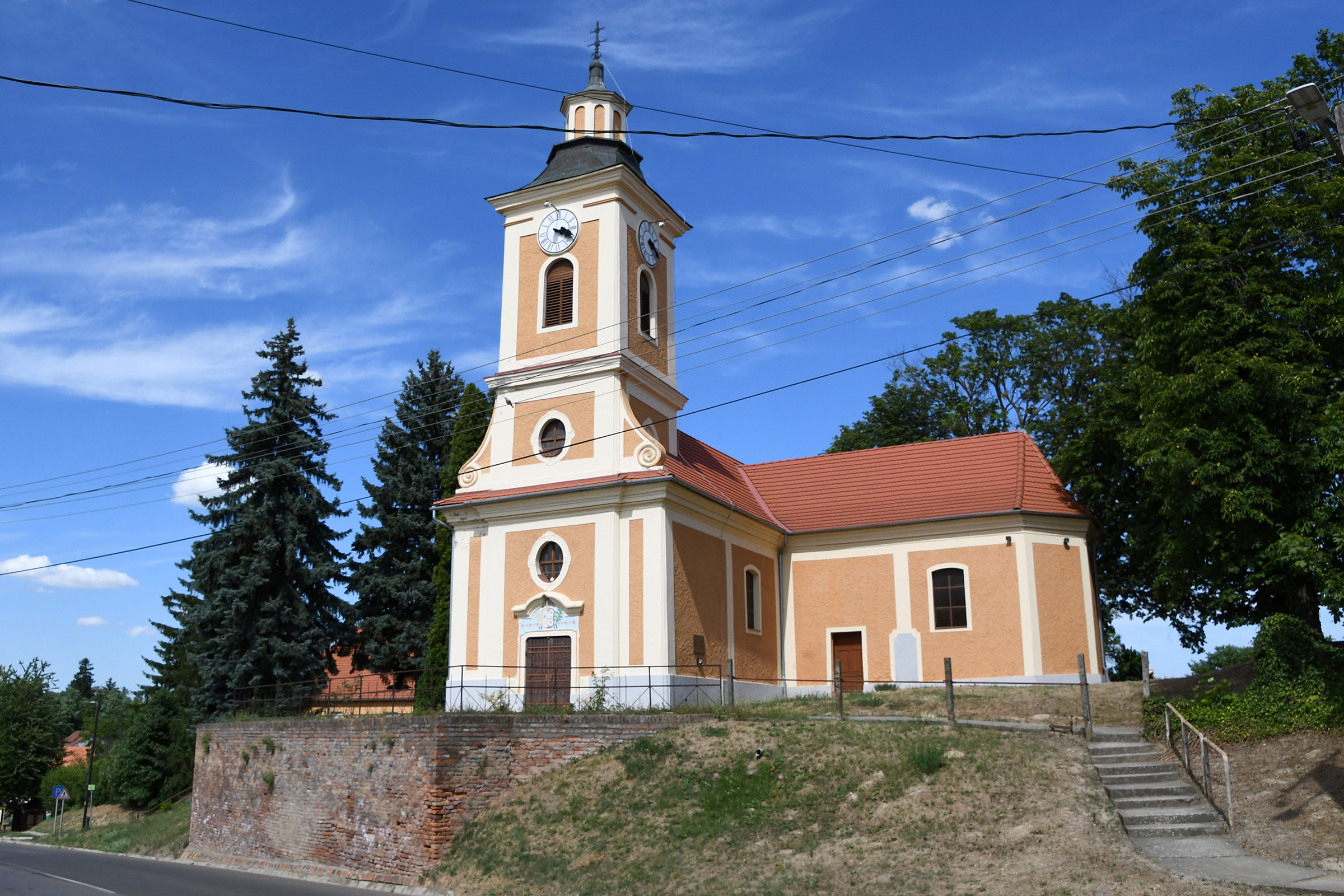
Römisch-katholische Kirche Sarlós Boldogasszony
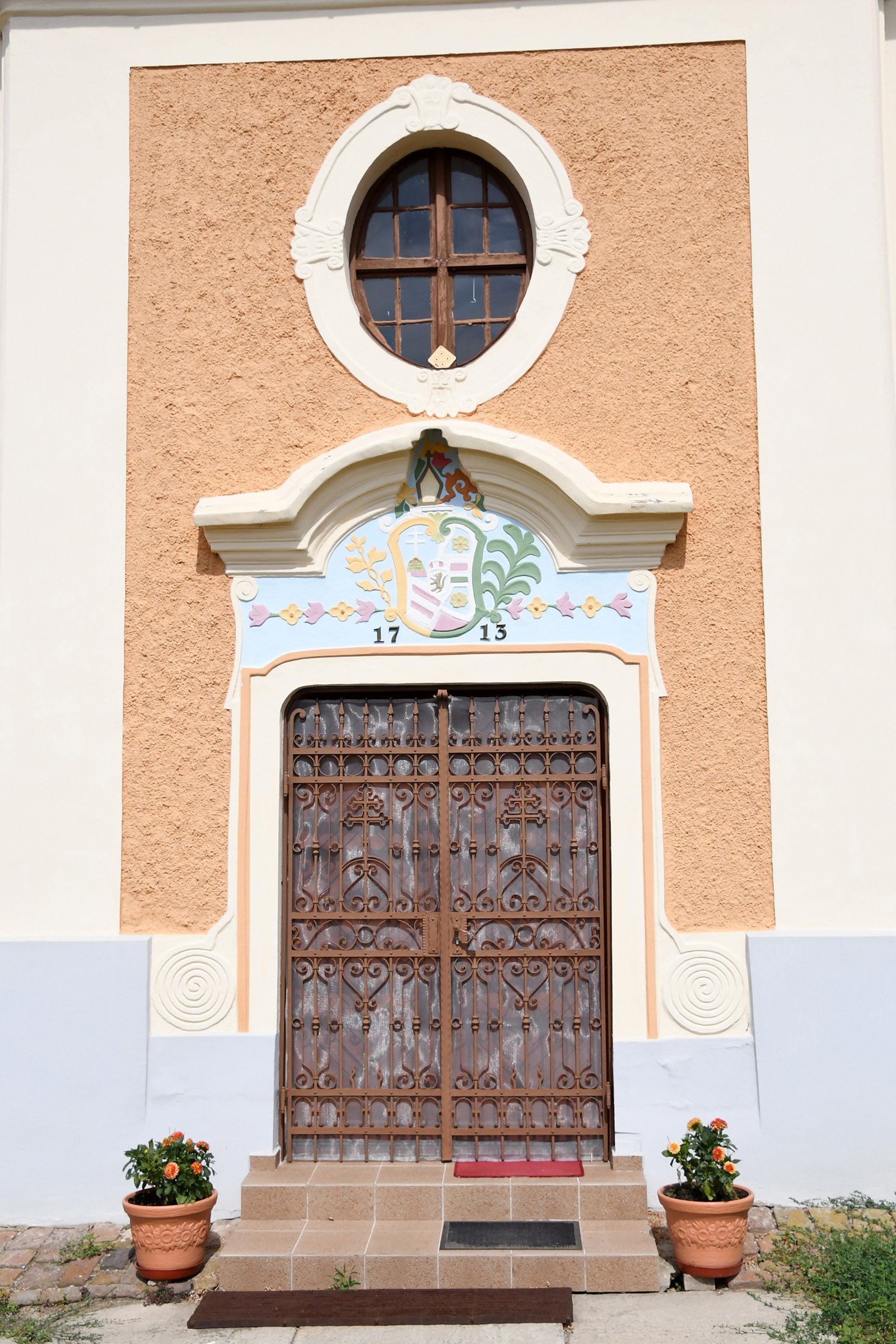
Eingang zur Kirche
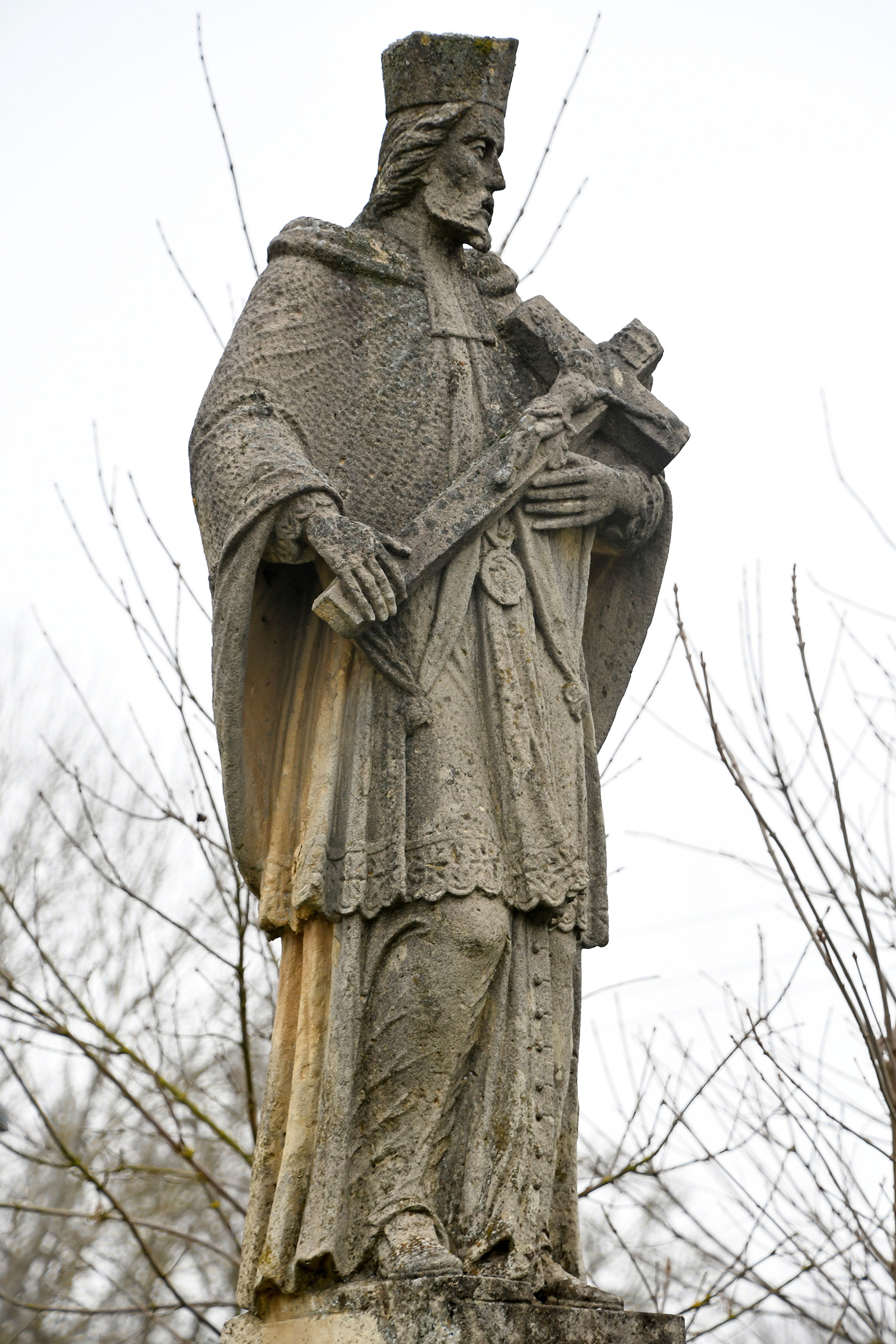
Nepomuki-Szent-János-Statue

## Verkehr
In Mernye kreuzen sich die Landtsraßen Nr. 6513 und Nr. 6548, westlich des Ortes verläuft die Hauptstraße Nr. 67. Der Ort ist angebunden an die Eisenbahnstrecke von Kaposvár nach Siófok. Es bestehen Busverbindungen nach Polány, Somogygeszti, und  Szentgáloskér sowie über Somogyaszaló nach Kaposvár.